# Cartierul Mureșeni (Târgu Mureș)
Mureșeni (în maghiară Meggyesfalvi negyed) este un cartier din sudul orașului Târgu Mureș.

## Istoric
Principala stradă care traversează cartierul Mureșeni este atestată de secole de documente scrise. Prima menționare a străzii Gheorghe Doja este amintit în 1645 ca Köves út. Denumirea actuală după conducătorul secui al răscoalei țăranilor din Regatul Ungariei, a primit în 1948 sub forma de Dózsa György, în 1966 fiind modificată în Gheorghe Dózsa, iar în 1977 a devenit Gheorghe Doja.
Cartierul Mureșeni a fost construit în anii 1970 cu scopul de a crește perimetrul construit al municipiului Târgu Mureș în zonele industriale. În apropierea cartierului se aflau cele mai importante uzine din oraș (Combinatul de îngrășăminte chimic, Întreprinderea Prodcomplex, Fabrica de conserve, Fabrica de lapte, Fabrica de piele și mănuși).

## Artere
Străzile cele mai importante sunt:
- Strada Gheorghe Doja, care traversează cartierul, continuând cu DN15 spre Cluj
- Strada Dezrobirii, care face legătura între cartierul de blocuri și satul Mureșeni

## Transport public
Următoarele linii de autobuz trec prin Cartierul Mureșeni:
| Linii | Trasee                                                      | Lungime | Stații din cartier                                                                                                  |
| ----- | ----------------------------------------------------------- | ------- | --- |
| 4     | Azomureș ↔ Cartierul Unirii                                 | 23 km   | ERP, Metro, Fabrica de Conserve, Record, Prodcomplex, Liceul Vuia, Record 2, Gheorghe Doja, Chimie, Metro, Azomureș |
| 14    | Azomureș ↔ Aleea Carpați                                    | 16 km   | ERP, Metro, Fabrica de Conserve, Record, Prodcomplex, Liceul Vuia, Record 2, Gheorghe Doja, Chimie, Metro, Azomureș |
| 16    | Azomureș ↔ Dâmbul Pietros ↔ Cartierul Ady Endre             | 16 km   | ERP, Metro, Fabrica de Conserve, Record, Prodcomplex, Liceul Vuia, Record 2, Gheorghe Doja, Chimie, Metro, Azomureș |
| 17    | Azomureș ↔ Tudor                                            | 20 km   | ERP, Metro, Fabrica de Conserve, Record, Prodcomplex, Liceul Vuia, Record 2, Gheorghe Doja, Chimie, Metro, Azomureș |
| 18    | Azomureș ↔ Spitalul Județean                                | 17 km   | ERP, Metro, Fabrica de Conserve, Record, Prodcomplex, Liceul Vuia, Record 2, Gheorghe Doja, Chimie, Metro, Azomureș |
| 44    | Azomureș ↔ Dâmbul Pietros ↔ Tudor ↔ Universitatea Sapientia | 16 km   | ERP, Metro, Fabrica de Conserve, Record, Prodcomplex, Liceul Vuia, Record 2, Gheorghe Doja, Chimie, Metro, Azomureș |

## Locuri

### Biserici
- Biserica Reformată din Mureșeni
- Biserica Romano-Catolică Sf. Elisabeta a Ungariei

### Obiective
În parcul din fața fostului cinematograf este amplasat statuia Muncitorul (1973) sculptorului Márton Izsák.